# Роберто Ајала
Роберто Фабијан Ајала (шп. Roberto Fabián Ayala; Парана, 14. април 1973) је бивши аргентински фудбалер и национални репрезентативац. Носио је дресове аргентинских, италијанских и шпанских клубова. Био је 115 пута аргентински репрезентативац. У сезони 2000/01. УЕФА га је прогласила најбољим одбрамбеним играчем у европским клубовима.

## Трофеји
Победник:

### Међународни
- Олимпијске игре: 1996, 2004.

### Клупски
Ривер Плата
- Првак аргентинске лиге: 1994.

Милан
- Серија А: 1998/99.

Валенсија
- Ла Лига: 2001/02., 2003/04.
- Куп УЕФА: 2003/04.
- УЕФА суперкуп: 2004.